# Carl Jonsson i Skog
Carl Johan Jonsson (i riksdagen kallad Jonsson i Skog), född 10 september 1845 i Vists församling, Östergötlands län, död där 10 mars 1917, var en svensk lantbrukare och riksdagsman.
Jonsson var lantbrukare på gården Skog i Östergötland och ledamot av riksdagens andra kammare 1903–1905, invald i Åkerbo, Bankekinds och Hanekinds domsagas valkrets.